# Dachverband der Dialekte Baden-Württemberg
Der Dachverband der Dialekte Baden-Württemberg (DDDBW) ist ein Zusammenschluss von Vereinigungen, Gemeinschaften, Institutionen und Einzelpersonen im Bereich Dialekt und Mundart in Baden-Württemberg. Der Dachverband bietet einen organisatorischen und inhaltlichen Rahmen für die institutionalisierte Förderung der Dialekte.

## Geschichte
Der Verband wurde am 12. Juli 2023 gegründet. Das Vorhaben zur Gründung des Dachverbands ging zurück auf die interfraktionelle Dialektinitiative im Landtag von Baden-Württemberg, vertreten durch Markus Rösler (Grüne), Willi Stächele (CDU), Andreas Kenner (SPD) und Jochen Haußmann (FDP). Erster Vorsitzender des Dachverbandes wurde Martin Kistler, Landrat des Landkreises Waldshut. Der Verein hat seinen Sitz im Haus der Heimat des Landes Baden-Württemberg in Stuttgart.

## Ziel des Verbands
Der Verband will die Ideen seiner Mitglieder aus der vielfältigen Mundart-Landschaft Baden-Württembergs, also der alemannischen und der fränkischen Dialekte, bündeln und realisieren. Er will als Anlaufstation und Bindeglied zwischen Menschen, Vereinigungen und Institutionen rund um das Thema Dialekt fungieren. Er sieht sich als Stimme für das ganze Spektrum sprachlicher Vielfalt in Baden-Württemberg gegenüber Medien und Politik, Wirtschaft, Wissenschaft und Gesellschaft.

## Mitgliedsverbände
Folgende Vereine sind Mitglied des Dachverbands:
- Landesverband der Heimat- und Trachtenverbände Baden-Württemberg e. V.
- Förderverein Schwäbischer Dialekt e. V.
- Unsere Sprachheimat e. V.
- Mundartgesellschaft Württemberg e. V.
- Schwäbischer Heimatbund e. V.
- Schwäbischer Albverein e. V.
- Landesverband Amateurtheater Baden-Württemberg e.V.
- schwäbische mund.art e. V.
- Muettersproch-Gsellschaft e. V.

## Landespreis für Dialekt Baden-Württemberg
Seit 2024 schreibt der Dachverband zusammen mit dem Ministerium für Wissenschaft, Forschung und Kunst Baden-Württemberg den Landespreis für Dialekt Baden-Württemberg aus, der mit einer Gesamtsumme von 60.000 Euro dotiert ist.